# آزمون مداد
آزمون مداد (انگلیسی: Pencil test) یک آزمایش غیررسمی برای تعیین میزان رشد پستان و تعیین نیاز به پوشیدن سوتین است. آزمون مداد در سال ۱۹۷۱ در یک ستون مشاوره شیکاگو سان-تایمز به‌نامِ «از اَن لندرز بپرسید» منتشر شد که عمدتاً حاوی نظرات و پاسخ‌های خوانندگان روزنامه - چه طرفداران بستن سوتین بودن و چه مخالفان آن - به مطلبی در روزنامه بود در «سرزنشِ زن بی‌سوتینی که بی‌شرمانه پستان‌هایش بالا و پائین می‌پرید و برای خرید [به خیابان] رفت… [که برای لندر] سیلی از نامه‌ها را روانه دفتر روزنامه کرد.» در این میان، یکی از خبرنگاران شیکاگو نظر خود را چنین به اشتراک گذاشت:
اگر زنی در این باره بلاتکلیف است، با انجام این آزمون می‌تواند به آسانی به سؤال «سوتین بپوشم یا نپوشم» پاسخ دهد. یک مداد چوبی معمولی بردارید. آن را زیر یک پستان خود قرار دهید. اگر مداد در آنجا ماند، باید سوتین بپوشید. اگر مداد افتاد، می‌توانید سوتین نپوشید و بدون آن باشید.— یکی از رفوزه‌های این آزمون
معنی ضمنی آزمونِ مداد این است که پستان‌هایی که به قدر کافی آویزان نیستند تا مداد را در جا زیر خود نگه دارند، در اصطلاح «خودنگهدار» هستند و نیازی به ساپورت سوتین ندارند.

## پیامد اجتماعی
مثبت شدن این آزمون (ماندن مداد زیر پستان) برای برخی از دختران نشانه آن است که بالاخره یک زن بالغ هستند.
تاکنون هیچ مدرک مستدلی در مورد اعتبار آزمون مداد ارائه نشده است، اما برخی افراد آن را روشی می‌دانند برای تعیین اینکه آیا یک دختر تازه‌بالغ باید بستن سوتین را آغاز کند یا خیر. فرض بر این است که اگر دختر مدادی را زیر پستان بگذارد و در جای خود بماند، پوشیدن سوتین توصیه می‌شود. اما اگر مداد به زمین بیفتد، هنوز سوتین لازم نیست. عوامل دیگر هنگام انتخاب سوتین عبارتند از: حمایت فیزیکی از پستان‌های بسیار بزرگ، درد هنگام ورزش و رفاه کلی فرد.

## افتادگی پستان
برخی از زنان از آزمون مداد برای تشخیص افتادگی پستان‌ها استفاده می‌کنند. با این حال، درجاتی از افتادگی عادی و سرشتی (طبیعی) است. افتادگی پستان تا حدی به صفات ارثی مانند خاصیت ارتجاعی پوست و تراکم پستان بستگی دارد که بر نسبت چربی سبک‌وزن به غدد شیری سنگین‌تر تأثیر می‌گذارد. برخی از افتادگی‌ها به دلیل پیری بافت‌های غده ای پستان است که معمولاً باعث سفتی سینه می‌شود. تعریفِ افتادگی پستان در میان عوام و جامعه پزشکی، متفاوت است. جراحان پلاستیک شدت افتادگی را با ارزیابی موقعیت نوک پستان نسبت به چین زیرپستانی طبقه‌بندی می‌کنند. آنها پستان‌های زن را افتاده نمی‌دانند مگر اینکه نوک پستان در زیر چین زیرپستانی قرار گیرد. در پیشرفته‌ترین مرحله، نوک پستان‌ها زیر چین قرار دارند و رو به پائین هستند.
پوشیدن سوتین مانع از افتادگی پستان‌ها نمی‌شود. بسیاری از زنان با این باورِ اشتباه که پستان‌ها نمی‌توانند از نظر تشریحی خود را حفظ کنند، خیال می‌کنند که پوشیدن سوتین از افتادگی پستان‌هایشان در سنین بالاتر جلوگیری می‌کند. پژوهشگران، تولیدکنندگان سینه‌بند و متخصصان بهداشت نتوانسته‌اند هیچ‌گونه شواهد علمی برای تأیید این فرضیه بیابند که پوشیدن سوتین برای هر مدت زمانی، افتادگی پستان‌ها را کند می‌کند. تولیدکنندگان سوتین تنها سعی می‌کنند بگویند که سوتین فقط بر شکل پستان‌ها، در همان مدت زمانی که پوشیده می‌شوند، تأثیر می‌گذارد.

## در فرهنگ عامه
در سال ۱۹۷۵، شورای دانشجویان دانشگاه تگزاس در آستین یک دستورالعمل پوشش را تصویب کرد که از جمله مفاد آن، پوشیدن اجباری سوتین در دختران و زنانی بود که در آزمون مداد اجباری رد شوند. این تصمیم توسط یکی از اعضای زن شورای دانشجویی مورد انتقاد قرار گرفت و او پیش از تصویب این قانون با ۱۱ رای موافق در مقابل ۹ رای مخالف، جلسه را ترک کرد.